# Pierre Louis Maupertuis
Pierre-Louis Moreau de Maupertuis (n. 28 septembrie 1698, Saint-Malo, Saint-Malo Agglomération⁠(d), Regatul Franței – d. 27 iulie 1759, Basel, Cantonul Basel-Oraș, Elveția) a fost un matematician, filozof și intelectual francez.
A fost director al Academiei Franceze de Științe și primul director al Academiei de Științe din Berlin la propunerea lui Frederic cel Mare.
A efectuat o expediție în Laponia pentru a determina forma exactă a Pământului și i se atribuie formularea principiului minimei acțiuni, o versiune a acestuia fiind denumită ulterior principiul lui Maupertuis.
De asemenea, a studiat și istoria naturală, în special aspectele legate de ereditate și lupta pentru existență.